# Aeropuerto de Narian-Mar

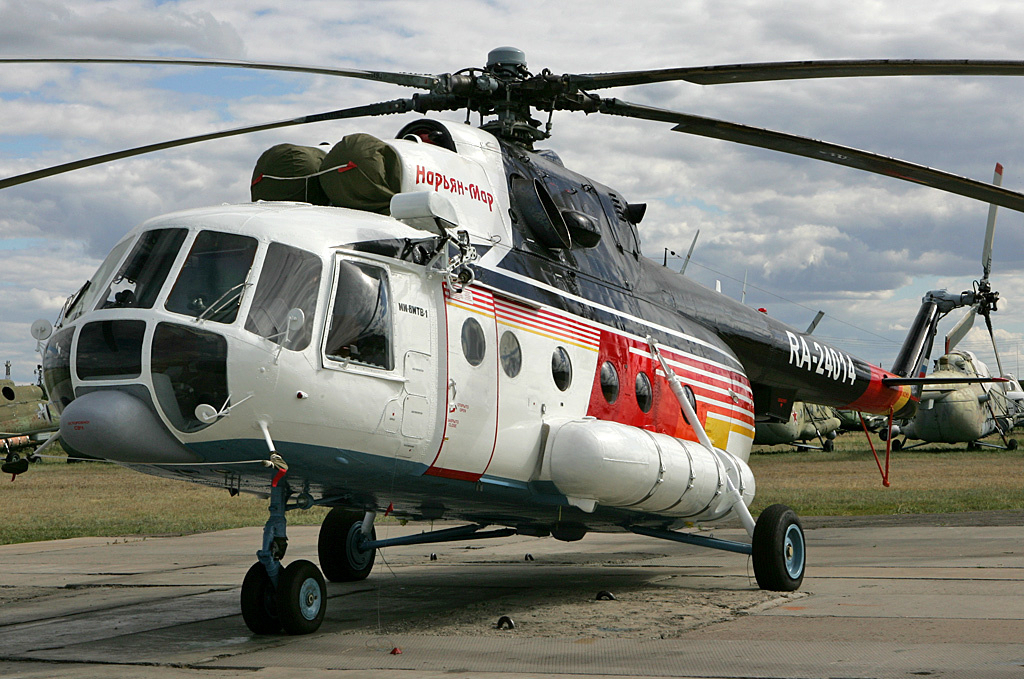
Mil Mi-8MTV-1 del Destacamento Aéreo de Narian-Mar

El Aeropuerto de Narian-Mar (ruso: Аэропорт Нарьян-Мар; ICAO: ULAM; IATA: NNM) es un aeropuerto situado en Nenetsia, un distrito autónomo del óblast de Arjánguelsk, cercano al dentro administrativo del distrito, Narian-Mar, de cuyo centro dista unos 3 km. Se encuentra a 11 m sobre el nivel del mar.
Se trata de un aeropuerto compartido (civil y militar) y es la única instalación importante en el mar de barents entre Arjánguelsk y Nueva Zembla.  Se utiliza en operaciones de respaldo de la base aérea de Rogachevo, en Nueva Zembla.
Las instalaciones civiles son gestionadas por la compañía por acciones "Destacamento Aéreo de Narian-Mar" (ruso: ОАО "Нарьян-Марский объединенный авиаотряд"), anteriormente conocida como "Narian-Mar Airlines".
El espacio aéreo está controlado desde el FIR de Narian-Mar (ICAO: ULAM)

## Pista
El aeropuerto de Narian-Mar dispone de una pista de hormigón en dirección 06/24 de 2.560x40 m. (8.398x131 pies). 
El pavimento es del tipo 17/R/B/X/T.

## Aerolíneas y destinos
| Nombre aerolínea                                                                | Destinos                                                  |
| ------------------------------------------------------------------------------- | --------------------------------------------------------- |
| Nordavia                                                                        | Moscú-Sheremétievo, San Petersburgo, Tromsø.              |
| Yamal Airlines                                                                  | Moscú-Domodédovo.                                         |
| Kirov Air                                                                       | Kirov (en código compartido con UTair).                   |
| UTair Aviation                                                                  | Ekaterimburgo (estacional), Perm (estacional), Syktyvkar. |
| Izavia, Katekavia, LUKoil-Avia, Perm Airlines, Petroff Air o Transavia-Garantia | Vuelos estacionales y charter.                            |

| Nombre aerolínea                 | Destinos |
| -------------------------------- | --- |
| Destacamento Aéreo de Narian-Mar | Nizhnyaya Pyosha*, Nyes*, Chizha*, Shoyna*, Vizhas*, Oma*, Snopa*, Byelushye*, Volokovaya*, Joryey-Vyer*, Jaruta*, Kotkino*, Indiga*, Labozhskoye*, Karatayka*, Ust-Kara*, Jaryaguinskiy*, Bugrino, Velikovisochnoye, Yuzhnoye-Julchuyu, Varnek, Usinsk, Mezén, Varandéy. |
| Nordavia                         | Amderma (estacional), Arjánguelsk |
| UTair Aviation                   | Usinsk |

(*) Aeródromos operados por el propio "Destacamento Aéreo de Narian-Mar".

## Historia
La historia del aeropuerto está íntimamente ligada a la del Destacamento Aéreo de Narian-Mar. En dicho artículo aparece la historia, tanto del aeropuerto como la de la compañía que lo explota.